# GOAT (cultura deportiva)

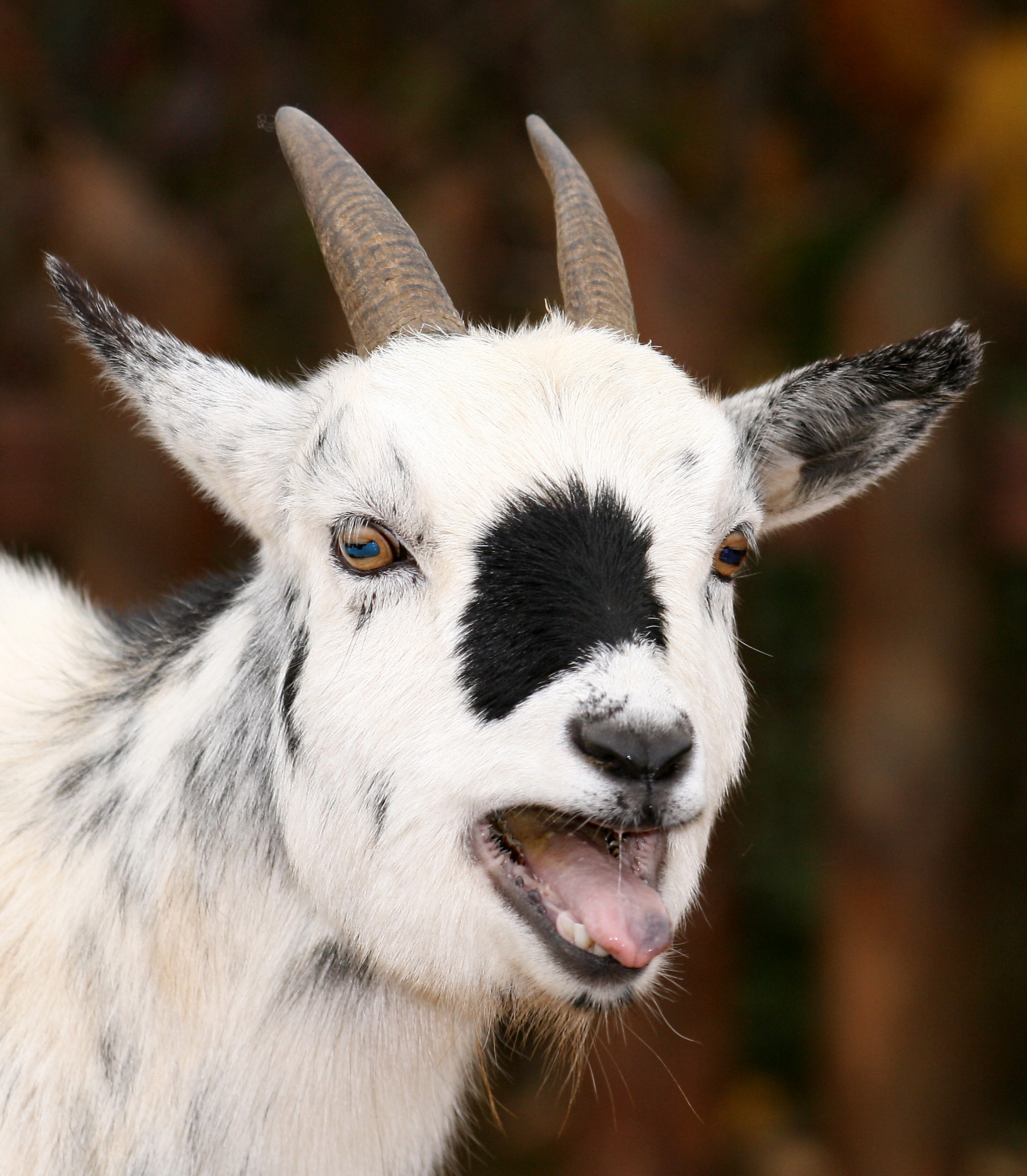
Debido a la abreviatura de «Greatest of All-Time» (GOAT), los medios deportivos a veces utilizan la iconografía de las cabras.

En la cultura deportiva, se ha documentado que tanto los espectadores como los participantes participan en discusiones míticas sobre el mejor jugador de todos los tiempos de un deporte, a menudo conocido como «GOAT» (abreviatura de greatest of all time, «mejor de todos los tiempos»). Los orígenes del término como acrónimo con connotaciones positivas se atribuyen a menudo al boxeador de mediados del siglo XX Muhammad Ali. Su uso omnipresente en conversaciones y debates deportivos se popularizó en el siglo XXI.
La evaluación de los jugadores como los mejores en un deporte a menudo la realizan los periodistas deportivos y otros miembros de los medios de comunicación basándose en criterios de amplio alcance. A menudo se tienen en cuenta tanto medidas objetivas, como estadísticas y campeonatos, como comentarios subjetivos sobre los rasgos intangibles de un atleta. Los periodistas deportivos han señalado problemas con los debates sobre GOAT, incluido el sesgo de actualidad, así como la mejora de la nutrición y el entrenamiento con el tiempo, que algunos consideran que dificulta la comparación de jugadores de diferentes épocas. En muchos deportes no hay consenso sobre cuál es el mejor jugador de todos los tiempos. También se han celebrado debates sobre distintos deportes, pero tampoco se ha llegado a ningún consenso. Se ha discutido la evaluación de una mujer como la mejor atleta de un deporte o su inclusión en los comentarios interdeportivos como la mejor atleta de todos los tiempos.
Los propios jugadores también han comentado las conversaciones de GOAT, con sentimientos encontrados entre ellos. Algunos se niegan a incluirse en las conversaciones, a menudo destacando los logros de otros jugadores, aunque algunos se han proclamado los mejores en su deporte. Mientras tanto, algunos consideran que el tema es desacertado o tonto. Los jugadores también han sido asociados por ellos mismos o por otros con imágenes del animal.

## Historia y terminología

### Etimología
El término GOAT (o G.O.A.T ) se deriva como una abreviatura de "el más grande de todos los tiempos". Es importante que el término se escriba en mayúsculas o con un acrónimo puntuado, ya que el término "cabra" en minúsculas se ha utilizado históricamente en contextos deportivos para referirse a "un atleta que fracasó de forma escandalosa, hilarante y en el peor momento posible". El caricaturista del New York Daily News, Bill Gallo, dibujó retratos de "cabras" de cada juego de la Serie Mundial, representando a los jugadores con cuernos en lugar de orejas. El periodista deportivo estadounidense Frank Deford especuló que «la designación de la cabra como figura de burla deriva del símbolo medieval del cuerno para un marido cornudo».

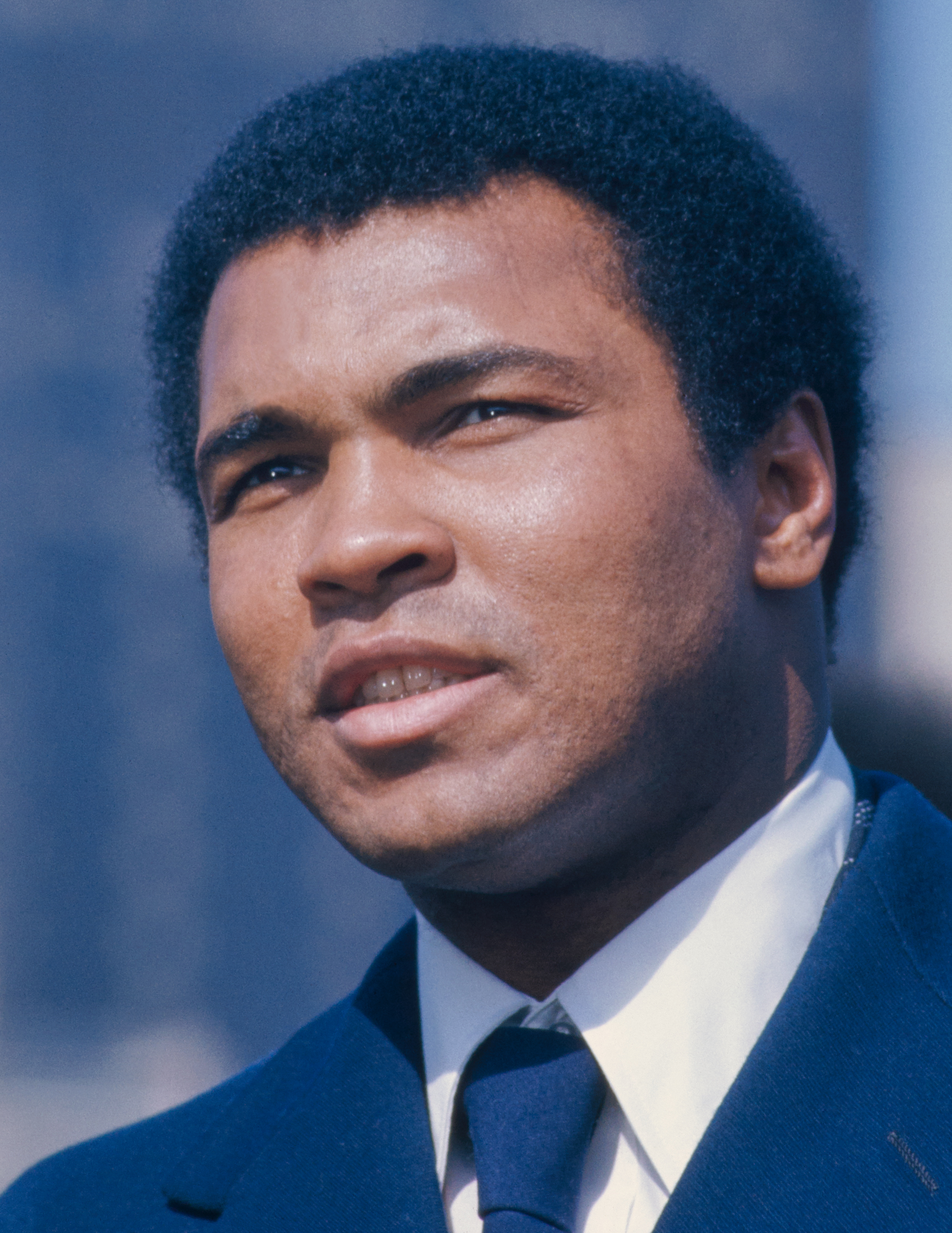
Al boxeador Muhammad Ali se le atribuye el origen del término.

Como connotación positiva, el término tiene su origen en el boxeador Muhammad Ali, quien se autoproclamó "el más grande" varias veces durante su carrera. Más tarde, en 1992, la esposa de Ali, Lonnie, fundó "Greatest of All Time, Inc." (o GOAT Inc.), una empresa destinada a gestionar la propiedad intelectual del entonces boxeador retirado con fines comerciales. Aunque desde entonces se le atribuye ampliamente a Ali la popularización del acrónimo, Kurt Streeter de The New York Times escribió: "Algunos dicen que los orígenes de GOAT en realidad provienen de un luchador extravagante de cabello rubio, George Wagner, quien era conocido como Gorgeous George y quien en las décadas de 1940 y 1950 ganó generosos pagos convirtiendo las conversaciones basura en bellas artes". Streeter señaló que Ali se inspiró en Wagner para su fanfarronería. El rapero estadounidense LL Cool J lanzó el álbum GOAT en 2000, otro uso temprano del término como acrónimo. El rapero ha citado a Ali como inspiración, diciéndole a Rolling Stone en una entrevista de 2016 que sin Ali, "no habría existido 'Mama Said Knock You Out', y el término GOAT nunca se habría acuñado".
Las clasificaciones y valoraciones que los periodistas deportivos hacen de los atletas como los mejores son anteriores a la popularización del término en el siglo XXI. Por ejemplo, el panel SportsCentury de ESPN en 1999 nombró a Michael Jordan como el mejor atleta de los deportes norteamericanos del siglo XX. Sports Illustrated también nombró al golfista Jack Nicklaus y al atleta multideportivo Babe Didrikson Zaharias como los mejores atletas individuales masculino y femenino del siglo, respectivamente.  Sin embargo, no fue hasta principios del siglo XXI que el término GOAT ganó fuerza en el léxico deportivo general. La cobertura mediática y el fanatismo en torno a las ligas deportivas profesionales en los Estados Unidos popularizaron aún más el término. En 2018, el uso generalizado del término en los comentarios deportivos llevó al Diccionario Merriam-Webster a reconocer el término como acrónimo y sustantivo.

### Imágenes y términos relacionados

El emoji de cabra tal como aparece en Twitter. En las redes sociales, los atletas considerados GOAT suelen estar asociados con el animal.

Desde que el término GOAT se hizo popular, los atletas han sido vinculados con este animal. En el campamento de entrenamiento de 2017, los compañeros de Tom Brady en los New England Patriots conmemoraron su 40.° cumpleaños llevando cinco cabras vivas a las instalaciones del equipo, simbolizando cada uno de sus cinco campeonatos del Super Bowl en ese momento. El emoji de cabra se emplea en las publicaciones de redes sociales, siendo utilizado tanto por usuarios comunes como por los propios deportistas. El Wall Street Journal (WSJ) analizó información correspondiente a un lapso de dos años, desde 2017 hasta 2019, y halló que "en un día promedio, se generan alrededor de 40.000 tuits que incluyen el emoji de cabra". El WSJ también descubrió que cada uno de los 20 principales usos del emoji estaba vinculado a un evento deportivo relevante en un solo día. Además, la victoria de Brady en el Super Bowl LI resultó en el mayor uso del emoji en un solo día, con más de 330.000 tuits, lo que equivale a un incremento del 750%. Twitter ha implementado emojis especiales con temática de cabra para representar hashtags específicos durante eventos deportivos.  Para los Juegos Olímpicos de Verano de 2021, el hashtag de Twitter para la gimnasta Simone Biles ("#SimoneBiles") estuvo acompañado por un emoji de una cabra con un leotardo rojo brillante. La propia Biles ha llevado leotardos adornados con diamantes de imitación en forma de cabra. Después de que Ichiro Suzuki fuera incluido en el Salón de la Fama del Béisbol Nacional en 2025, el equipo con el que más se lo asoció durante su carrera como jugador, los Seattle Mariners, lanzó un "corto digital" en el que aparece guiando a una cabra por la casa club del equipo. El jugador de baloncesto estadounidense Stephen Curry, a menudo incluido por los medios deportivos como parte de la conversación sobre el mejor de todos los tiempos en su posición (base), se desempeña como productor de Goat, una película animada cuyo estreno está previsto para 2026.
La frase también se ha prestado al adjetivo goated, una descripción coloquial de alguien o algo considerado el más grande de todos los tiempos. Desde entonces, tanto GOAT como goated se han utilizado también en contextos no deportivos. Jordan se convertiría en el homónimo de "el Michael Jordan de", una expresión similar para describir al más grande en un campo. Al otorgarle a Jordan la Medalla Presidencial de la Libertad en 2016, el presidente estadounidense Barack Obama declaró: «Hay una razón por la que se llama a alguien 'el Michael Jordan de' [...] Saben de qué estás hablando porque Michael Jordan es el Michael Jordan de la grandeza». En un artículo para Bleacher Report, el exjugador de la NBA Steve Nash describió al futbolista portugués Cristiano Ronaldo como "el Michael Jordan del fútbol". Los periodistas deportivos y atletas veteranos también han utilizado la frase variante Young GOAT para referirse a un jugador joven que consideran que tiene un gran potencial. Otro término adyacente a las conversaciones GOAT en los deportes es Mount Rushmore, que hace referencia al monumento de los Estados Unidos que llegó a simbolizar la grandeza presidencial estadounidense, y utilizado por los comentaristas para tener conversaciones ampliadas o expandidas sobre los grandes de todos los tiempos en los deportes, en lugar de comentar sobre un solo grande.

## Evaluaciones y debates de GOAT
Los periodistas deportivos y los miembros de los medios evalúan a los jugadores basándose en diversos y amplios criterios; estos a menudo incluyen medidas objetivas, como el desempeño estadístico individual de un atleta, victorias en campeonatos y reconocimientos profesionales relacionados con el mérito y la destreza atlética. Sin embargo, los debates sobre los mejores deportistas de todos los tiempos también han incluido evaluaciones subjetivas de rasgos intangibles, como la "mentalidad asesina" de un atleta, su capacidad de reacción o su espíritu competitivo. Los años de mayor rendimiento de los jugadores, así como su longevidad general, también son consideraciones comunes. Adam Wells, de Bleacher Report, elogió a la tenista checo-estadounidense Martina Navrátilová por poseer tanto una notable "longevidad como un dominio máximo". Al votar por Reggie White en lugar de Lawrence Taylor como el mejor defensor defensivo en la historia de la Liga Nacional de Fútbol Americano (NFL), el reportero Tim McManus admitió que Taylor "brilló con más brillo", pero mencionó al primero como "una fuerza implacable e imparable durante la mayor parte de dos décadas" al explicar su elección. Tanto los periodistas deportivos como los atletas han hecho comentarios sobre el mejor jugador de todos los tiempos de un deporte, tanto sobre jugadores retirados como activos; a menudo se habla de estos últimos en términos especulativos respecto de su potencial para eclipsar el estatus de un jugador anterior como el mejor de todos los tiempos, y analizando si el jugador activo ha logrado lo suficiente como para ser considerado genuinamente. En declaraciones al Times of India en 2018, el ex jugador de críquet Kumar Sangakkara habló sobre Virat Kohli y dijo que tenía el potencial de "convertirse en el mejor bateador indio de todos los tiempos".
En las décadas de 2000 y 2010, el término se volvió omnipresente en la cultura deportiva. Esto coincidió con el aumento, a principios del siglo XXI, de los debates y discusiones por parte de periodistas deportivos y medios de comunicación respecto de los mejores atletas de todos los tiempos. En particular, las conversaciones sobre GOAT en los círculos de la Asociación Nacional de Baloncesto (NBA) han sido notablemente polarizantes y han influido en el aumento de conversaciones similares en otros deportes.  A menudo, no hay un consenso generalizado sobre quién es el mejor jugador de todos los tiempos en un deporte, lo que lleva a los periodistas deportivos y miembros de los medios a tener amplias "conversaciones GOAT", en las que se consideran múltiples candidatos potenciales y se defienden sus "casos". En 2012, David Schoenfield de ESPN, por ejemplo, enumeró a once lanzadores con "diversas afirmaciones" de ser el mejor lanzador en la historia del béisbol. Para estos deportes con escenarios menos claros, algunos escritores se oponen rotundamente a que exista un único "GOAT" definitivo.

### Sesgo de actualidad, consideraciones posicionales y debates entre deportes
Además, el debate es dinámico y el consenso sobre el "mejor de todos los tiempos" de un deporte ha cambiado con el tiempo en algunos deportes. Tanto los periodistas deportivos como los participantes y los espectadores han notado que la evolución de un deporte en particular, así como las mejoras en los deportes en general relacionadas con la nutrición, el equipamiento y el entrenamiento, hacen que sea difícil comparar a jugadores de diferentes épocas entre sí. El columnista deportivo de Yahoo!, Dan Wetzel, señaló que el sesgo de actualidad favorece a los atletas más contemporáneos. Al elegir a Roger Clemens en lugar de Walter Johnson como el mejor lanzador de béisbol de todos los tiempos, Schoenfield escribió: "Si tuviera que clasificar... bueno, le daría la ventaja al chico de los tiempos más modernos". Al escribir sobre los mejores caballos de carreras de todos los tiempos, Scott Ross de NBC Bay Area también notó este fenómeno, escribiendo: "Es probable que los fanáticos de las carreras de caballos, como la mayoría de las personas, favorezcan a aquellos que vieron con sus propios ojos cuando hablan de los mejores de todos los tiempos". Wetzel también examinó cómo este sesgo de actualidad afecta la evaluación de los deportes individuales en comparación con los deportes de equipo, escribiendo: «Generalmente, en lo que respecta a los deportes, el fenómeno más nuevo gana. Parte de esto se debe a los deportes individuales, donde los tiempos son atemporales [...] Los fanáticos de [Jesse] Owens pueden argumentar que si su jugador hubiera disfrutado del entrenamiento y la tecnología modernos, habría sido el más rápido, pero eso es hipotético. Los deportes de equipo son diferentes. La subjetividad lo es todo. Mantenerse en el primer puesto durante mucho tiempo es casi imposible». Aunque el sesgo de actualidad es un factor a tener en cuenta, algunos deportes tienen jugadores de épocas anteriores que aún son considerados los mejores; Zach Kram, de The Ringer, señaló que en el béisbol, Babe Ruth "es ahora una figura mítica cuya leyenda nunca ha muerto, que sigue siendo considerado el mejor en la historia de su deporte a pesar de haber jugado antes de que se tenga memoria".
Debido a que en los deportes de equipo los jugadores asumen roles o posiciones especializados, algunos periodistas deportivos clasifican a los mejores jugadores de estos deportes por posición o habilidad. En los deportes de equipo que requieren que los jugadores participen tanto en ataque como en defensa, un jugador bidireccional se refiere a aquellos que se destacan en ambas. Sin embargo, en los deportes en los que esto no es un requisito, ser un jugador bidireccional puede ser poco común, lo que ha llevado a que jugadores multifacéticos de alto nivel reciban grandes elogios de algunos periodistas deportivos. El mencionado Ruth es a menudo considerado el mejor jugador de béisbol por su capacidad de dominar tanto al lanzar como al batear.   Shohei Ohtani saltó a la fama en el deporte un siglo después por su juego de dos vías y desde entonces ha recibido elogios similares. Algunos deportes individuales también se analizan en contextos especializados, como el boxeo, lo que ha llevado a los escritores a distinguir las diferentes divisiones de peso de este deporte al evaluar a sus mejores luchadores. Incluso en deportes con estas consideraciones, algunos escritores todavía intentan determinar al mejor atleta de un deporte; en el boxeo y otros deportes de combate, esto se puede ver en las clasificaciones "libra por libra".
La cuestión de los atletas que compiten en deportes de equipo frente a los que compiten en deportes individuales también ha sido considerada por aquellos que evalúan al mejor atleta de todos los tiempos, en todos los deportes. Los debates sobre distintos deportes no llegan a un consenso claro sobre quién es el mejor atleta en particular. Con respecto a esto, al discutir la creciente prevalencia del tema y también citar la "locura", "tontería" y "diversión" de las conversaciones sobre el GOAT, Streeter emitió cuatro candidatos personales para el GOAT en los deportes: el jugador de béisbol Willie Mays, el jugador de fútbol americano Joe Montana y los tenistas Roger Federer y Serena Williams. También ha habido comentarios sobre la consideración de las atletas femeninas como las mejores jugadoras de un deporte, independientemente del género, o en la conversación sobre el mejor atleta en discusiones entre deportes.

### Respuesta de los jugadores
Los propios jugadores, tanto activos como retirados, también han intervenido en los debates sobre GOAT. Algunos se han llamado a sí mismos los mejores o dignos de estar en la conversación. Al ganar las Finales de la NBA de 2016, LeBron James, entonces todavía jugador activo de la NBA, declaró: "Ese gol me convirtió en el mejor jugador de todos los tiempos". Señalando su producción estadística, el futbolista portugués Cristiano Ronaldo se autodenominó el "jugador más completo que ha existido", así como el "mejor goleador de la historia", aunque afirmó tener respeto por aquellos que "les gusta Messi, Pelé, Maradona", calificando la discusión como una cuestión de gustos.
Mientras tanto, otros se han negado a incluirse en los debates pertinentes o se han negado a responder a las preguntas de los periodistas sobre el tema, optando en cambio por destacar las candidaturas de otros. Jordan consideró que era de mala educación incluirse en la conversación y mencionó a grandes jugadores de épocas anteriores a la suya. En 2018, el piloto de Fórmula Uno (F1) Lewis Hamilton también dio crédito a los pilotos anteriores Michael Schumacher y Juan Manuel Fangio, llamándolos el "GOAT" y el "Padrino" del deporte, respectivamente.
Más aún, algunos jugadores consideran que el tema es absurdo o equivocado en la discusión de su deporte. En un artículo para Newsweek, el jugador retirado de la NBA Kareem Abdul-Jabbar opinó que el tema "corre por los medios como una desagradable ETS", agregó que "es como preguntar, ¿qué tan grande es el cuerno de un unicornio?", y lamentó la autoproclamación de James como el mejor jugador de baloncesto de todos los tiempos. Federer dijo que el tema se presta a una "buena conversación" y un "debate divertido", pero lo calificó de "absurdo", afirmando: "Creo que es un fenómeno de las redes sociales. Todos se llaman 'GOAT'. 'GOAT'. 'GOAT'. 'GOAT'. 'GOAT'. 'GOAT'. 'GOAT'. Yo pensaba: 'Vamos, ¿vale? No puede haber tantos 'GOAT'".

## Lista de deportistas considerados los más grandes

### General

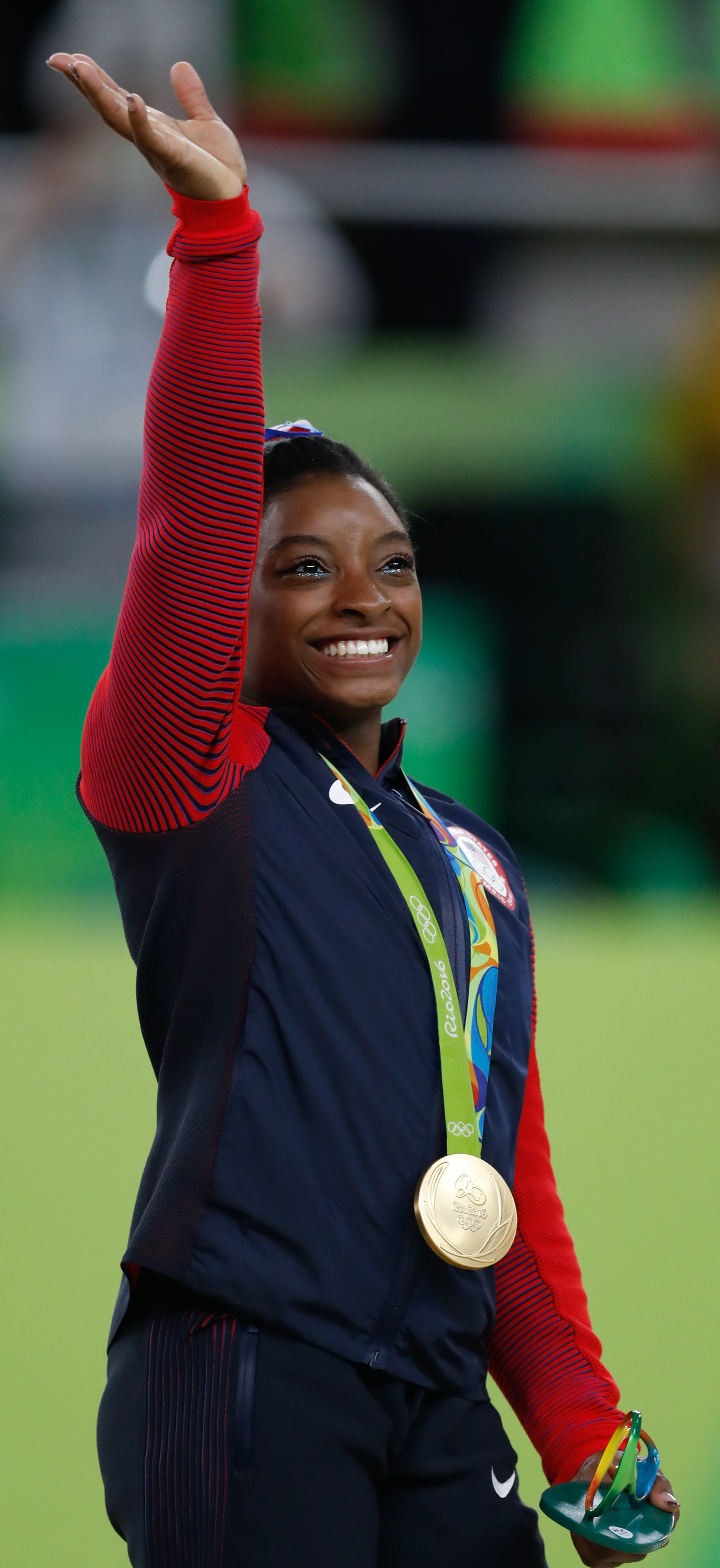
Simone Biles

| Deporte                               | Jugador                 |
| ------------------------------------- | ----------------------- |
| Todos los deportes                    | Simone Biles            |
| Todos los deportes de equipo          | Wayne Gretzky           |
| siglo XX, atleta femenina             | Babe Didrikson Zaharias |
| siglo XX, atleta masculino individual | Jack Nicklaus           |
| siglo XX, América del Norte           | Michael Jordan          |
| siglo XXI                             | Michael Phelps          |
| Juegos Olímpicos                      | Michael Phelps          |
| Juegos Olímpicos                      | Valentina Vezzali       |
| Juegos Paralímpicos                   | Sarah Storey            |
| Juegos Paralímpicos                   | Trischa Zorn            |

### Por deporte

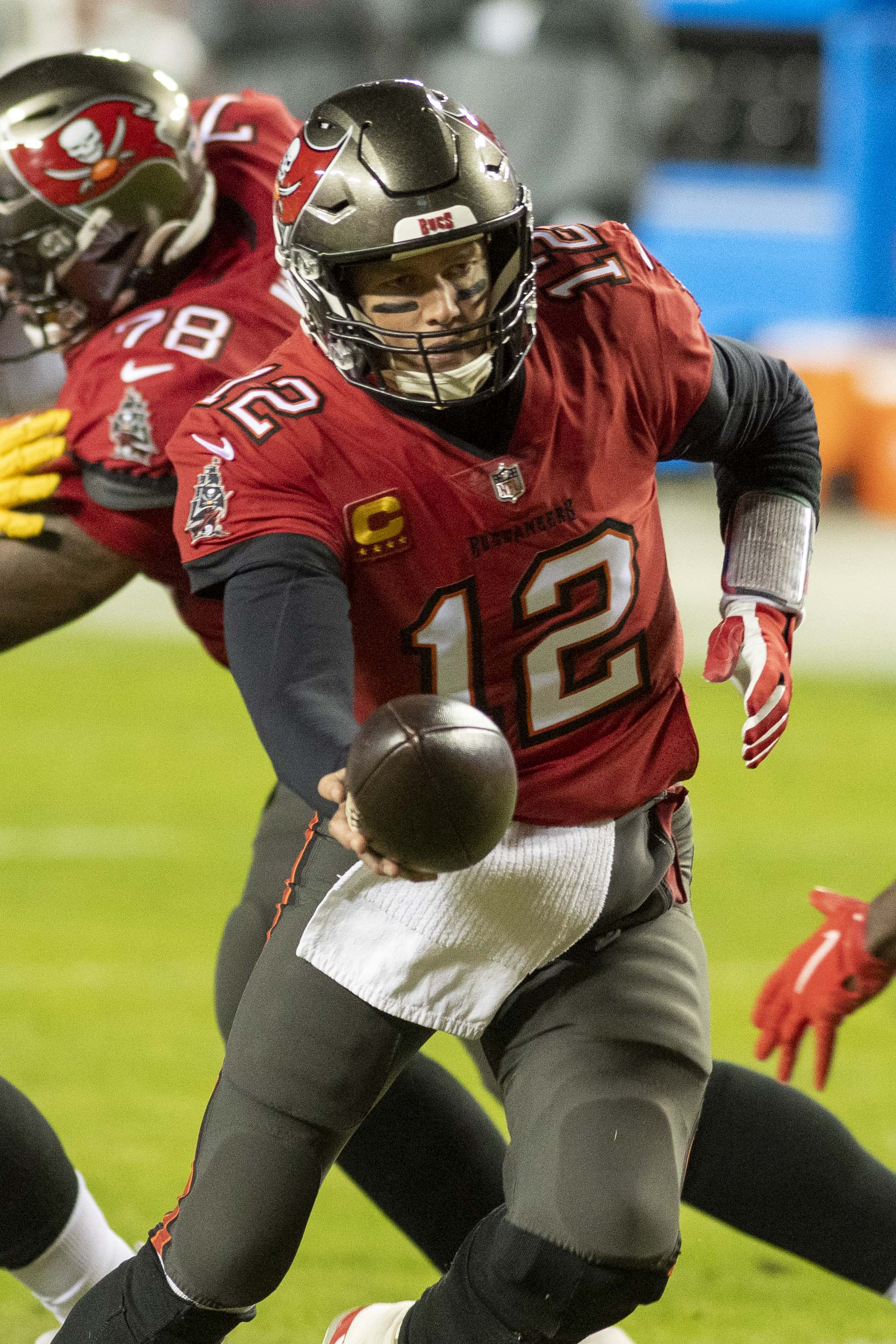
Tom Brady

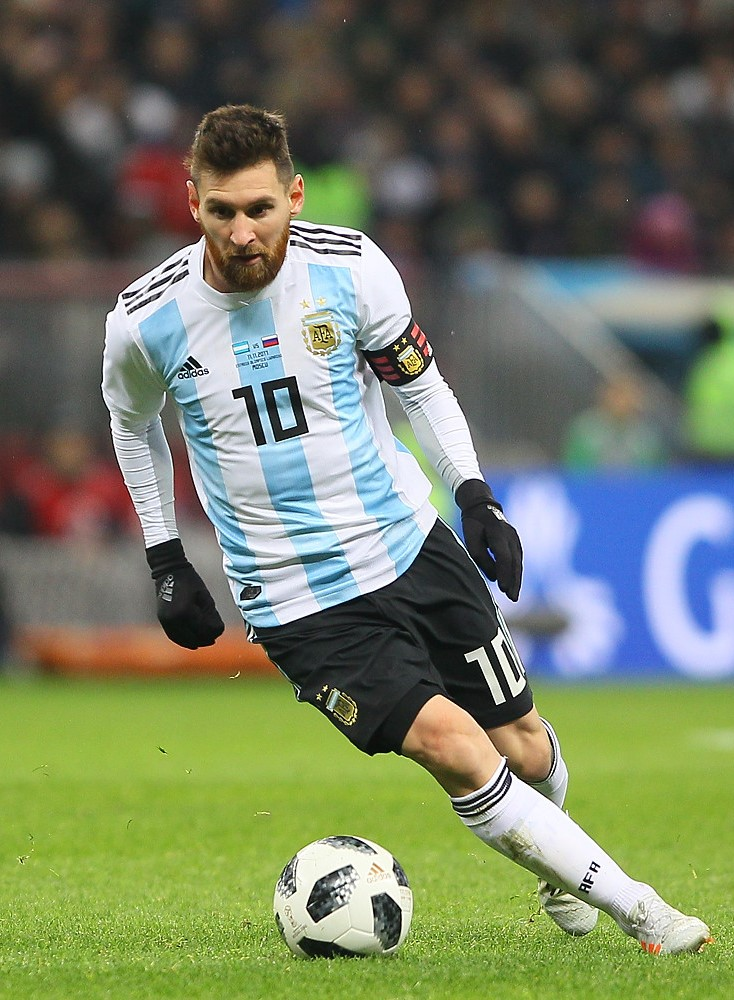
Lionel Messi

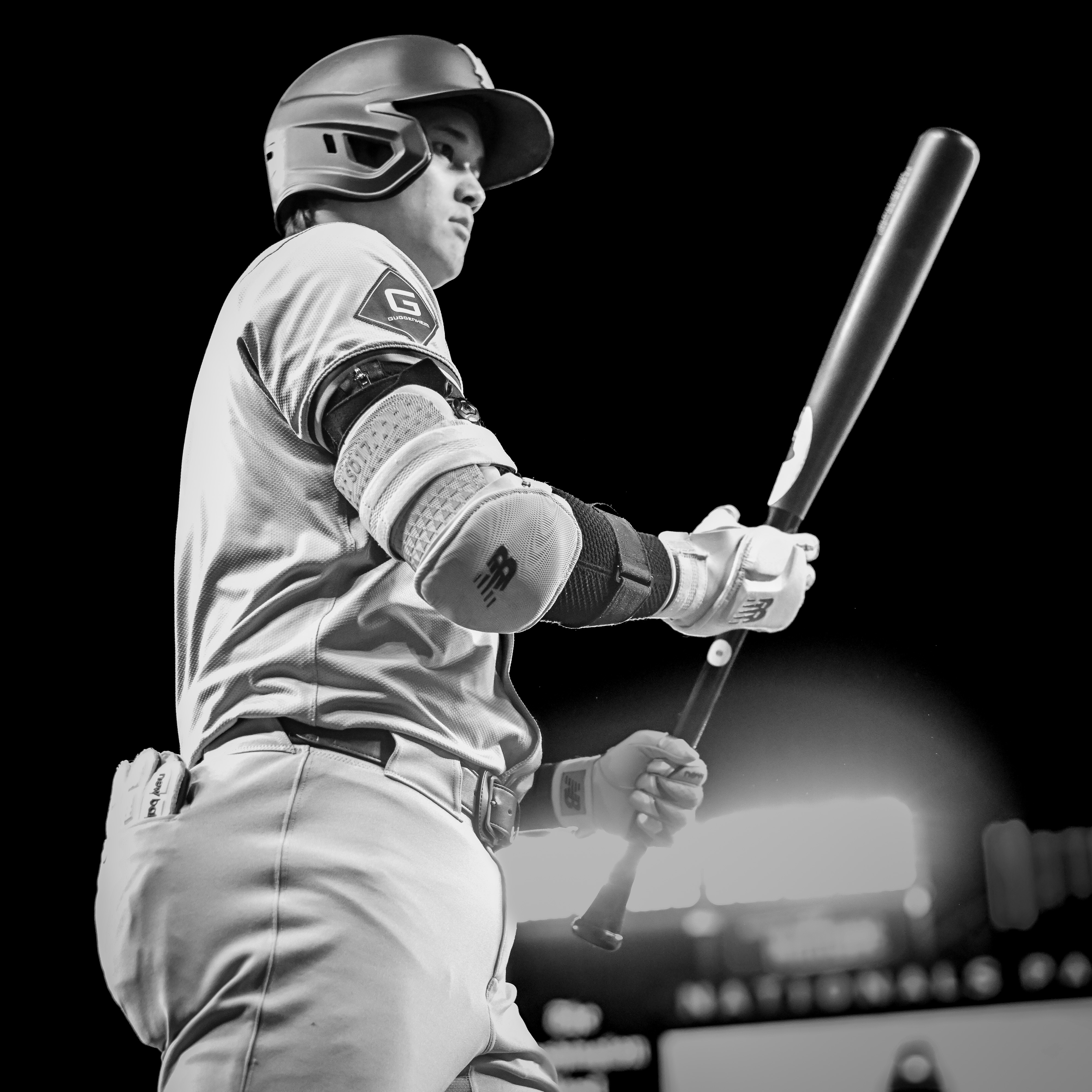
Shohei Ohtani

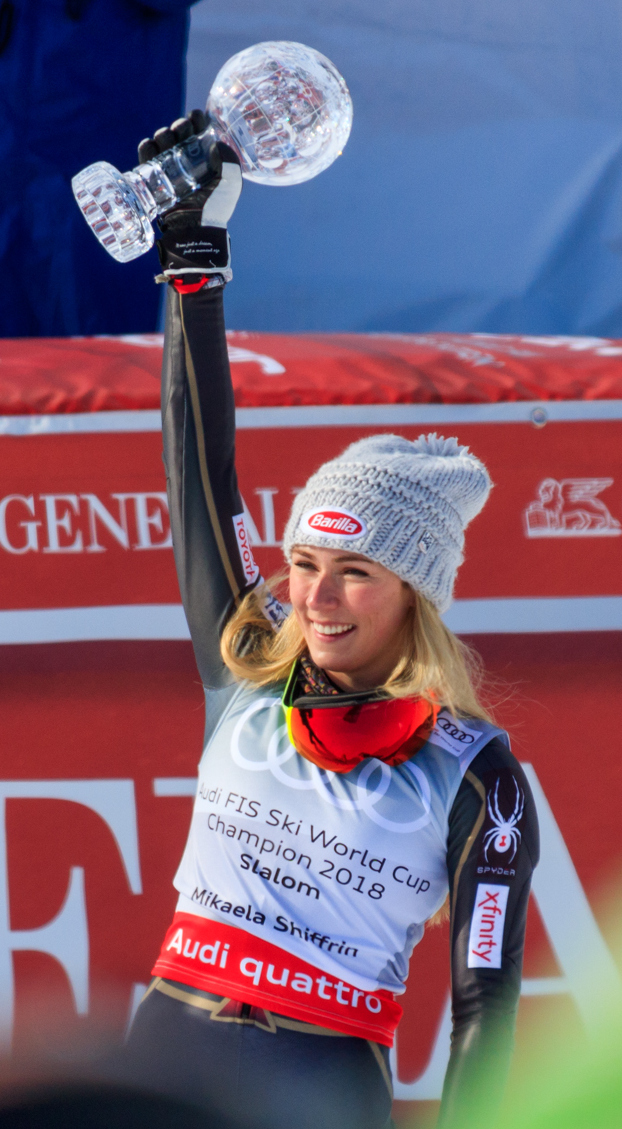
Mikaela Shiffrin

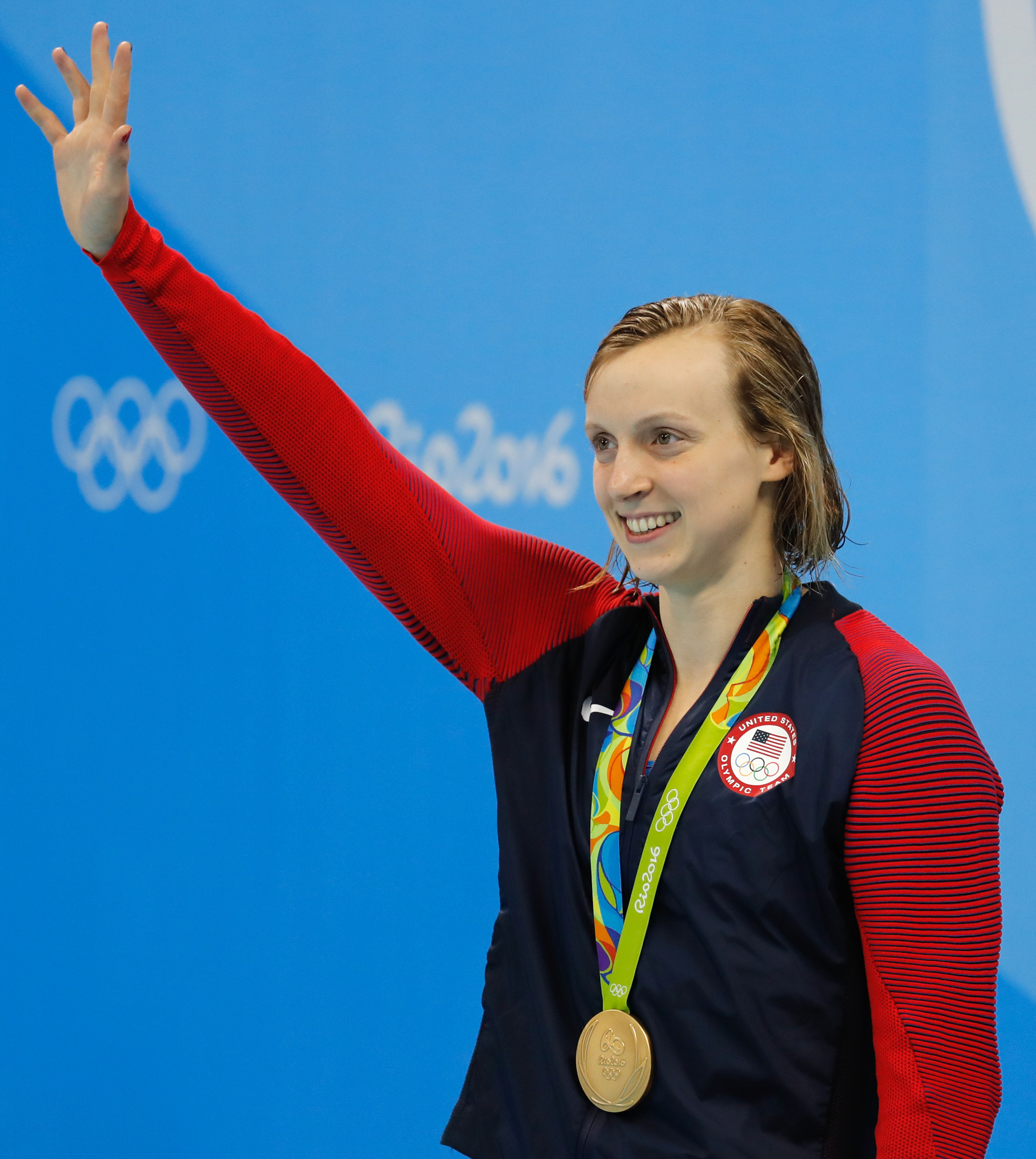
Katie Ledecky

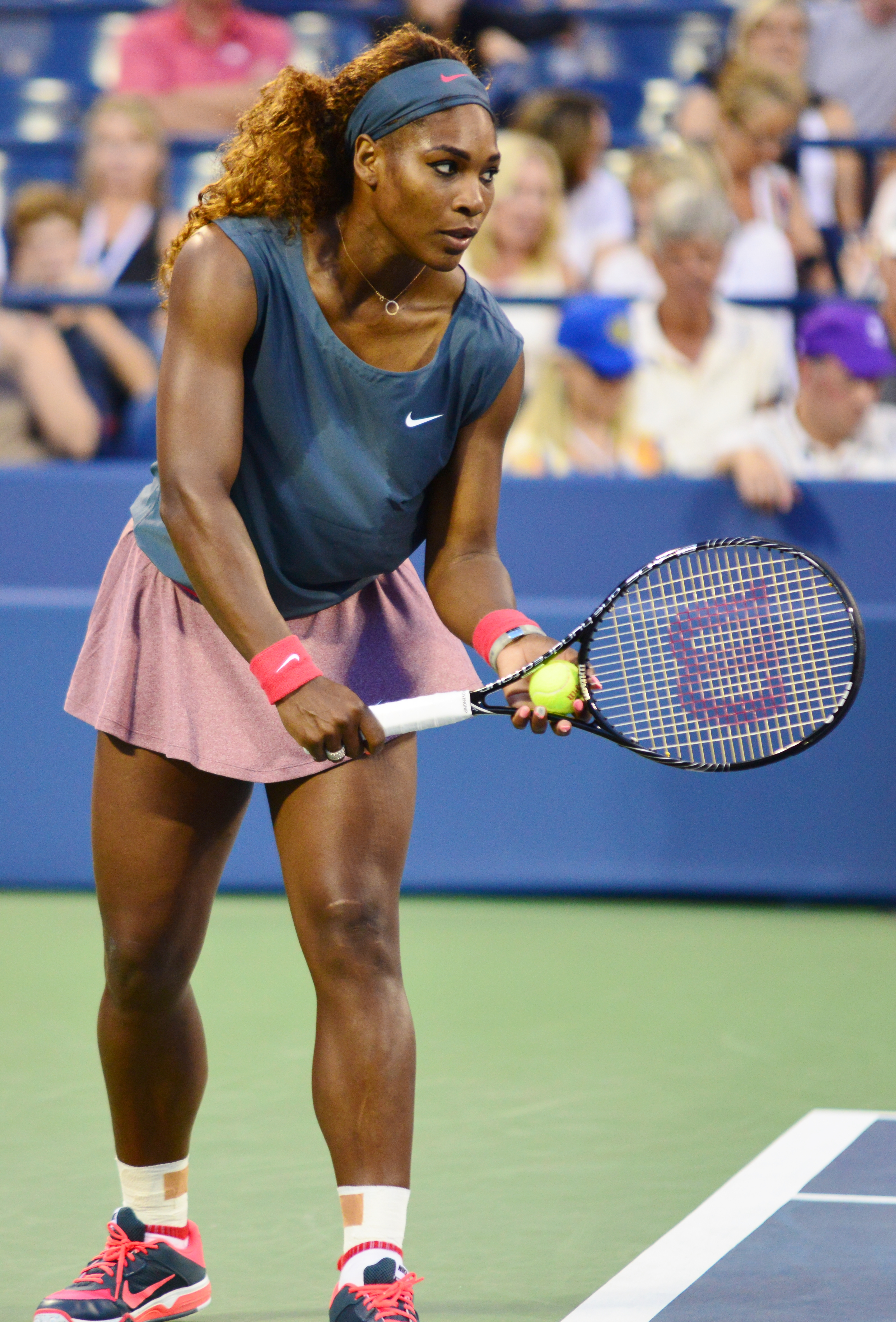
Serena Williams

| Deporte                                                      | Jugador             |
| ------------------------------------------------------------ | ------------------- |
| Fútbol americano                                             | Tom Brady           |
| Fútbol americano                                             | Jim Brown           |
| Fútbol americano                                             | Jerry Rice          |
| Tiro con arco (femenino)                                     | Sara López          |
| Fútbol (masculino)                                           | Lionel Messi        |
| Fútbol (masculino)                                           | Cristiano Ronaldo   |
| Fútbol femenino                                              | Marta               |
| Fútbol australiano                                           | Gary Ablett Sr.     |
| Béisbol                                                      | Willie Mays         |
| Béisbol                                                      | Shohei Ohtani       |
| Béisbol                                                      | Babe Ruth           |
| Baloncesto (masculino)                                       | Kareem Abdul-Jabbar |
| Baloncesto (masculino)                                       | LeBron James        |
| Baloncesto (masculino)                                       | Magic Johnson       |
| Baloncesto (masculino)                                       | Michael Jordan      |
| Baloncesto (femenino)                                        | Diana Taurasi       |
| Boxeo                                                        | Muhammad Ali        |
| Boxeo                                                        | Floyd Mayweather    |
| Boxeo                                                        | Sugar Ray Robinson  |
| Fútbol canadiense                                            | Doug Flutie         |
| Ajedrez                                                      | Magnus Carlsen      |
| Concurso de comer (masculino)                                | Joey Chestnut       |
| Concurso de comer (femenino)                                 | Miki Sudo           |
| Críquet (masculino, en todas las variantes)                  | Sir Donald Bradman  |
| Críquet (masculino, en todas las variantes)                  | Virat Kohli         |
| Críquet (masculino, ODI)                                     | Virat Kohli         |
| Esports: League of Legends                                   | Faker               |
| Esgrima                                                      | Edoardo Mangiarotti |
| Hockey sobre césped (en general y masculino)                 | Dhyan Chand         |
| Hockey sobre césped (femenino)                               | Luciana Aymar       |
| Fórmula 1                                                    | Jim Clark           |
| Fórmula 1                                                    | Lewis Hamilton      |
| Golbol                                                       | Sevda Altunoluk     |
| Golf                                                         | Tiger Woods         |
| Gimnasia (masculino)                                         | Kohei Uchimura      |
| Gimnasia (femenino)                                          | Simone Biles        |
| Turf (Jockeys, carreras)                                     | John Francome       |
| Turf (Jockeys, carreras)                                     | Bill Shoemaker      |
| Carreras de caballos                                         | Armed               |
| Carreras de caballos                                         | Citation            |
| Carreras de caballos                                         | Man o' War          |
| Carreras de caballos                                         | Phar Lap            |
| Carreras de caballos                                         | Secretariat         |
| Carreras de caballos                                         | Swaps               |
| Hockey sobre hielo                                           | Wayne Gretzky       |
| Hockey sobre hielo                                           | Gordie Howe         |
| Lacrosse (masculino)                                         | Gary Gait           |
| Lacrosse (masculino)                                         | John Tavares        |
| Para esquí de fondo                                          | Brian McKeever      |
| Correr por carretera (masculino): Maratón                    | Eliud Kipchoge      |
| Rugby league                                                 | Cameron Smith       |
| Rugby union                                                  | Gareth Edwards      |
| Rugby union                                                  | Jonah Lomu          |
| Rugby union                                                  | Richie McCaw        |
| Monopatinaje                                                 | Tony Hawk           |
| Esquí (femenino)                                             | Mikaela Shiffrin    |
| Snowboard                                                    | Terje Håkonsen      |
| Snowboard                                                    | Shaun White         |
| Sóftbol                                                      | Lisa Fernandez      |
| Sumo                                                         | Hakuhō Shō          |
| Surf                                                         | Kelly Slater        |
| Natación (en general y masculino)                            | Michael Phelps      |
| Natación (femenino)                                          | Katie Ledecky       |
| Tenis (masculino)                                            | Novak Djokovic      |
| Tenis (masculino)                                            | Roger Federer       |
| Tenis (femenino)                                             | Margaret Court      |
| Tenis (femenino)                                             | Serena Williams     |
| Atletismo de pista y campo (masculino): Overall              | Carl Lewis          |
| Atletismo de pista y campo (masculino): Carrera de velocidad | Usain Bolt          |
| Voleibol (masculino): de playa y de interior de pista        | Karch Kiraly        |
| Baloncesto en silla de ruedas                                | Patrick Anderson    |